# Ленц, Яков Моисеевич
Я́ков Моисе́евич Ленц (25 декабря 1890 [6 января 1891], Пермь — 9 января 1975, Москва) — советский актёр театра и кино, театральный режиссёр.

## Биография
Родился 25 декабря 1890 (6 января 1891) в Перми.
С 1911 года в литературно-музыкальном обществе в Ташкенте. До революции — актёр театров Ташкента и Иркутска. С 1923 года — в кинематографе. С середины 1920-х годов — актёр театров Москвы. В 1937—1939 годах — режиссёр драматического театра в Ногинске. В кино возвращается во второй половине 1950-х годов.
Скончался на 85-м году жизни 9 января 1975 года. Урна с прахом была захоронена на Донском кладбище, в 1993 г. перезахоронена в могиле жены актёра на Хованском кладбище.

## Фильмография
- 1927 — Поцелуй Мэри Пикфорд — ласковый экспериментатор
- 1927 — Чашка чая — Буйкин
- 1929 — Рельсы гудят — Вениамин Вениаминович
- 1957 — Дело было в Пенькове — бухгалтер
- 1958 — Память сердца — директор школы
- 1958 — Человек с планеты Земля — старый слуга
- 1959 — Василий Суриков — Яков Михайлович, учитель рисования
- 1959 — Люди на мосту (фильм) — кассир
- 1962 — Большая дорога — интеллигент
- 1963 — Пропало лето — заведующий почтой / рабочий на мосту
- 1963 — Им покоряется небо — военврач
- 1963 — Сотрудник ЧК — арестованный доктор
- 1964 — Где ты теперь, Максим? — сосед Потаповых
- 1964 — Дайте жалобную книгу — пенсионер
- 1964 — Хоккеисты — дед у киоска
- 1965 — Ваш сын и брат — старый фармацевт
- 1966 — Берегись автомобиля — продавец сигарет (киоскёр)
- 1966 — Нет и да — роль
- 1967 — Анютина дорога — эпизод
- 1967 — Взорванный ад — эпизод
- 1967 — Спасите утопающего — дедушка Андрея
- 1967 — Три тополя на Плющихе — старик в очереди в кинотеатре
- 1968 — Доживём до понедельника — старый учитель
- 1968 — Житие и вознесение Юрася Братчика — эпизод
- 1968 — Семь стариков и одна девушка — старичок на банкете
- 1969 — Белое солнце пустыни — старик
- 1971 — Двенадцать стульев — продавец цветов в ресторане
- 1971 — Ехали в трамвае Ильф и Петров — старичок, посетитель кафе
- 1971 — Корона Российской империи, или Снова неуловимые — старик, который всё знал
- 1973 — Капля в море — старик с газетой
- 1974 — Приключения в городе, которого нет — эпизод
- 1974 — Скворец и Лира — фон Фликендорф

### Киножурнал «Фитиль»
- 1972 — Выпуск № 116 (новелла «Призвание») — сосед с приёмником (озвучивал Георгий Милляр)
- 1972 — Выпуск № 125 (новелла «Жертва гостеприимства») — испуганный дедуля (нет в титрах)